# Куниёси, Ясуо
Ясуо Куниёси (яп. 国吉康雄); 1893, Окаяма — 1953, Нью-Йорк) — американский художник, график и фотограф японского происхождения.

## Биография
Ясуо Куниёси приехал в США в 1906 году. В последующие годы учился в лос-анджелесской Школе искусств и дизайна. В 1935 году был удостоен стипендии фонда Гуггенхайм. Затем учится на курсах Студенческой художественной лиги в Нью-Йорке и в Вудстоке.
Преподавал в Лиге студентов-художников Нью-Йорка. Среди его учеников были Нан Лурье, Айрин Кругман и Энн Хелиофф. Известен своими натюрмортами картинами «ню» и полотнами, изображающими цирковые сценки и жизнь артистов цирка. Спектр интересов Куниёси был довольно широким - от сюрреализма и до реалистического искусства.

## Галерея
- 9 полотен художника из музея Ясуо Куниёси